# Cabaret de la Dernière Chance
Le Cabaret de la Dernière Chance est un bar à spectacle situé au 146 8e rue, à Rouyn-Noranda, en Abitibi Témiscamingue.

## Description
Le Cabaret de la Dernière Chance est situé au cœur du quartier Noranda, près des deux cheminés de la fonderie Horne. Devant la porte d'entrée, y est installé un  panneau en bois indiquant le nom du lieu qui date de l'inauguration du bar, en 1982. À l'arrière, on peut y trouver une terrasse qui accueille les clients dès la fin mai. À l'intérieur, se trouve une table de billard, des affiches d'anciennes soirées, un piano appartenant à Richard Desjardins, une petite scène, ainsi qu'un bar faits de bois et des tables rondes.
Reconnu comme étant un lieu de promotion culturel en tout genre, cet endroit permet l'exposition d'art local, en plus d'accueillir des artistes reconnus ou émergents, et ce, depuis plus de quarante ans. Des soirées sous plusieurs thèmes y ont lieu, telles que des soirées de théâtre, de karaoké, de débat ou de poésie. Ce bar accueille également plusieurs spectacles en collaboration avec des festivals et évènements régionaux, dont : le Festival des guitares du monde en Abitibi-Témiscamingue, le Festival de musique émergente en Abitibi-Témiscamingue (FME), etc.

## Historique
Le Cabaret de la Dernière Chance est fondé en 1982 par un groupe de dix passionnés de culture, qui sont : Marcel-Yves Bégin, Carole Dallaire, Gérard Houle, Guy Dallaire, Barbara Poirier, Alice Pomerleau, Rachel Lortie, Lise Pichette, Francine Labrie et Nicole Perron. Ceux-ci achètent un bâtiment datant de 1934, qui était utilisé pour la vente et la réparation de vélos, pour 1 500 $ par personne.
Ce groupe crée le Cabaret de la Dernière Chance en premier lieu, pour combler un besoin de culture à Rouyn-Noranda et pour y faire la promotion d'artistes de la région de l'Abitibi-Témiscamingue. L'ouverture officielle à lieu le 15 décembre 1982 et dès sa première année, le bar accueille de nombreux artistes et évènements, ce qui fait rapidement de lui, un endroit indispensable à la culture de Rouyn-Noranda.
Pour occuper la salle de manière constante, les propriétaires fondent aussi, les Productions Parallèle 48, le réseau Circuit et la troupe de théâtre les Zybrides, dont quelques uns font partie. Les Zybrides organise des soirées de théâtre en tout genre, la troupe présente entre autres, des interprétations de textes de Jeanne-Mance Delisle. À cette époque, de la nourriture est aussi servie et préparée dans la cuisine de cet établissement. Les Nuits de la poésie font leur apparition en 1996 et occupent plusieurs fois la scène du bar jusqu'en 2006. Puis, aucune soirée de poésie n'a eu lieu au Cabaret de la Dernière Chance jusqu'à l'année du quarantième anniversaire de celui-ci. C'est en mai 2022 qu'à lieu un autre de ces évènement, sous le nom de Zone sensible en référence au projet de «zone tampon» mit en place par la fonderie.
En 2017, 35 ans après l'ouverture du bar, celui-ci est atteint de problèmes financiers. C'est difficultés sont dues entre autres, à des rénovations nécessaires du bâtiment, à l'affaiblissement général de l'industrie musicale et à la création d'autres salles de spectacles à Rouyn-Noranda. Le groupe de propriétaires recherchent donc de la relève qui continuerait leur activité. C'est en décembre 2019 que Véronique Aubin, Vicky Charland Chauvette et Alex Dallaire rachètent officiellement le Cabaret de la Dernière Chance, pour lui donner une deuxième vie. Le 30 novembre 2019, est organisé une soirée pour célébrer les années passées et le rachat de cet endroit. Juste après, du 1er au 5 décembre, le bar ferme temporairement ses portes dans le but d'accomplir les rénovations.
Le Cab, tel que nommé par les habitants du quartier, fête ses 40 ans en 2022. Pour l'occasion, plusieurs évènements sont présentés du 15 au 17 décembre. Les festivités débutent par un souper où les clients se remémorent leur souvenir de l'endroit et où de la nourriture du premier menu existant est servie. Le deuxième soir est dédié à une soirée dansante animé par des DJ sous le thème de la nostalgie. Puis, c'est Hotel Bagarre, un groupe de musique rock'n'roll qui sera l'attraction de la dernière soirée.

### Origine du nom
Le «Cabaret de la Dernière Chance» est un nom tiré du titre d'un roman racontant la lutte contre l'alcoolisme de son auteur, Jack London.

## Artistes qui y ont préformés
Dès 1983, John Hammond, Michel Rivard, Raymond Lévesque et Richard Séguin performent sur la nouvelle scène du Cab.
Richard Desjardins fait ses premiers spectacles individuels les 31 mai et 1er juin 1984 sur la scène du Cabaret de la Dernière Chance. Il y est de retour, parfois accompagné d'invité, le 17 mars 1985, le 21 juin 1985 et le 24 juin 1987 à l'occasion de la Saint-Jean-Baptiste. Cet artiste originaire de Rouyn-Noranda, fait aussi la sortie de deux de ses albums dans ce bar, Les derniers humains en 1987 et Tu m'aimes-tu? en 1990. Puis, il fait une autre apparition pour souligner le 30e anniversaire de l'établissement, en novembre 2012.
Philippe B, dont le vrai nom est Philippe Bergeron, débute aussi sa carrière au Cab, dans le groupe de rock-alternatif, Gwenwed. Puis, il y fait la sortie de son premier album portant son nom, en 2005. Philippe B. y fait plusieurs autres prestations individuelles, notamment dans le cadre de festivités:
« Plusieurs années d'affilée, entre Noël et le jour de l'an, c'est la première fois que je faisais des spectacles seul comme ça, plus acoustique. C'est un peu là que j'ai testé mes tounes de moi-même, plus proche de ce que je fais maintenant en tant qu'auteur-compositeur », témoigne-t-il. 
Des centaines d'autres collectifs, groupes et artistes ont performés sur la scène de ce bar, dont : Bourbon Gautier, Brownie McGhee, Bruno Pelletier, Claude Gauthier, Dan Bigras, Geneviève et Matthieu, Geneviève Paris, Gerry Boulet, Jack De Keyser, Jim Corcoran, Kevin Parent, Lara Fabian, La Sécurité, Lynda Lemay, Louis Kirouac, Mara Tremblay, Mario Peluso, Olivier Caron, Pierre Flynn, Piki Soul, Ponto Paparo, Propofol, Raôul Duguay, Sade, Stephen Faulkner alias Cassonade, Steve Burman, Tact, Térapi, Terez Moncalm, Thomas Jensen, Vincent Vallières et Yann Perreau.